# Ка ди Дјо (Болоња)
Ка ди Дјо је насеље у Италији у округу Болоња, региону Емилија-Ромања.
Према процени из 2011. у насељу је живело 155 становника. Насеље се налази на надморској висини од 223 м.